# Uzovce
Uzovce és un poble i municipi d'Eslovàquia. Es troba a la regió de Prešov, al nord del país.

## Història
La primera referència escrita de la vila data del 1280.

## Demografia
| Godina             | 1994 | 2004   | 2014   | 2024   |
| ------------------ | ---- | ------ | ------ | ------ |
| Nombre de persones | 479  | 494    | 531    | 537    |
| Diferència         |      | +3,13% | +7,48% | +1,12% |

| Godina             | 2023 | 2024   |
| ------------------ | ---- | ------ |
| Nombre de persones | 529  | 537    |
| Diferència         |      | +1,51% |

## Viles agermanades
- Gmina Wiśniew, Polònia